# Президентские выборы в Кыргызстане (2005)
Президентские выборы прошли в Кыргызстане 10 июля 2005 года. Они прошли после Тюльпановой революции, в ходе которой бывший президент Аскар Акаев бежал в Россию и оттуда сложил свои президентские полномочия. На выборах победил Курманбек Бакиев, набрав 88,72 % голосов избирателей от общего числа проголосовавших.

## Кандидаты
Изначально баллотироваться собирались 22 человека, заявления в ЦИК подали 19 кандидатов, но затем пятеро (А. Атамбаев, Ф. Кулов, Б.Эркинбаев, Ж. Назаралиев, Д. Сарыгулов) отозвали свои заявления. До сдачи документов все кандидаты должны были пройти проверку на знание киргизского языка, собрать 50 тысяч подписей и заплатить избирательный залог, сумма которого составляла 100 тысяч сомов. В итоге было зарегистрировано 7 кандидатов, но 23 июня Жусупбек Шарипов снял свою кандидатуру в пользу Курманбека Бакиева.

## Опросы
По данным опроса за Бакиева на севере Кыргызстана было готово проголосовать 70,6% избирателей, а на юге 94,4%.

### Экзитполы
По данным экзитпола, проведённого тремя исследовательскими группами в Бишкеке, в столице Курманбека Бакиева поддержали 83,33% избирателей, второе место занимал Турсунбай Бакир уулу, набиравший 4,53%.
Согласно данным другого экзитпола со всех регионов республики Курманбек Бакиев набирал 70%, второе место занимал Акбаралы Айтикеев (10%), третье — Турсунбай Бакир уулу, четвёртое — Жапар Джекшеев, пятое — Токтайым Умоталиева и шестое — Кенешбек Душебаев. Против всех собирались проголосовать не более 1,5% избирателей.

## Результаты
| Кандидаты              | Партия                 | Голоса    | %       |
| ---------------------- | ---------------------- | --------- | ------- |
| Курманбек Бакиев       | Независимый            | 1 776 156 | 88,72%  |
| Турсунбай Бакир уулу   | Эркин Кыргызстан       | 78 701    | 3,93%   |
| Акбаралы Айтикеев      | Независимый            | 72 604    | 3,63%   |
| Жыпа́р Жекше́ев          | Независимый            | 21 260    | 1,08%   |
| Токтайым Умоталиева    | Независимый            | 18 774    | 1,06%   |
| Кенешбек Душебаев      | Независимый            | 8 557     | 0,94%   |
| Против всех            | Против всех            | 18 197    | 0,94%   |
| Испорченные бюллетени  | Испорченные бюллетени  | 17 482    | 0,87%   |
| Всего голосов          | Всего голосов          | 2 002 004 | 100,00% |
| Всего избирателей/явка | Всего избирателей/явка | 2 760 530 | 72,52%  |
| Источник:              |                        |           |         |

Инаугурация Курманбека Бакиева состоялась 14 августа, на ней присутствовало 6 тысяч жителей Бишкека и должностные лица многих других стран.